# Agente 007 - Una cascata di diamanti
Agente 007 - Una cascata di diamanti (Diamonds Are Forever) è un film del 1971 diretto da Guy Hamilton. La pellicola è l'adattamento cinematografico dell'omonimo romanzo di Ian Fleming. È il settimo film della saga di James Bond e sesto e ultimo della Eon interpretato da Sean Connery, che tornò nel ruolo dell'agente dell'MI6 James Bond, dopo la temporanea parentesi dell'australiano George Lazenby nel precedente Agente 007 - Al servizio segreto di Sua Maestà.
Il film ottenne una candidatura all'Oscar al miglior sonoro.

## Trama

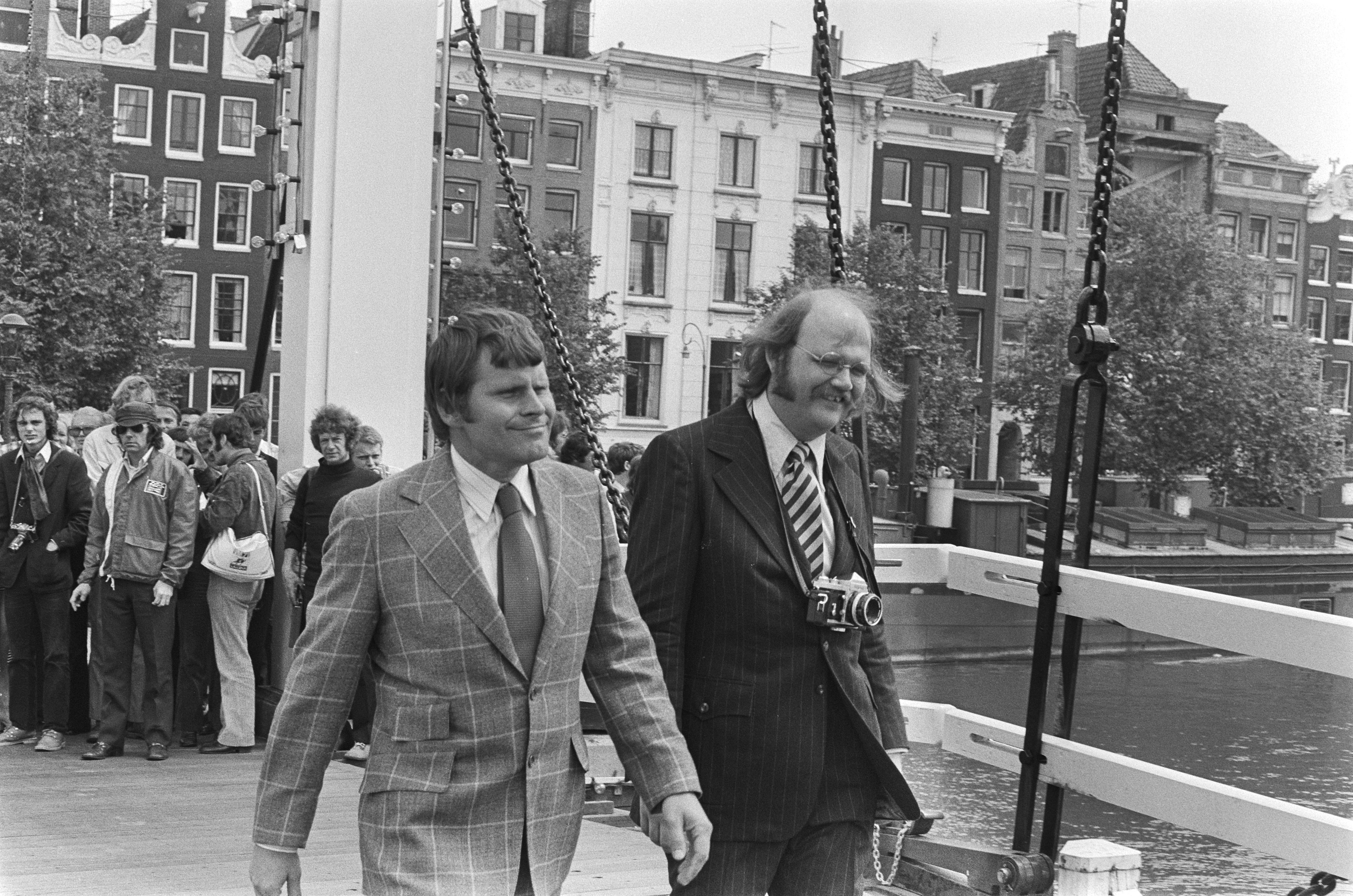
I due killer Mr. Wint (Bruce Glover) e Mr. Kidd (Putter Smith)

James Bond, l'agente 007, è sulle tracce di Ernst Stavro Blofeld per vendicare l'assassinio della moglie nel precedente episodio. Lo ritrova in una struttura in cui vengono creati sosia per mezzo della chirurgia plastica. Bond uccide un soggetto di prova e quindi il "vero" Blofeld, annegandolo in una pozza di fango surriscaldato.
Mentre i killer Mr. Wint e Mr. Kidd uccidono sistematicamente diversi commercianti di diamanti, M sospetta che i preziosi sudafricani vengano accumulati per abbassarne il prezzo a livello di dumping, così incarica Bond delle indagini. Fingendosi il trafficante e killer Peter Franks, Bond si reca ad Amsterdam per incontrare il contatto, l'avvenente Tiffany Case, ma il piano è intralciato dall'arrivo del vero sicario, sicché l'agente deve eliminarlo spacciandolo per se stesso. I due si recano a Los Angeles contrabbandando i diamanti all'interno del cadavere di Franks.
All'aeroporto Bond incontra il suo alleato della CIA Felix Leiter, quindi si reca a Las Vegas. In un'impresa di pompe funebri, il corpo di Franks viene cremato e i diamanti vengono passati a un altro contrabbandiere, Shady Tree. Bond viene quasi ucciso da Wint e Kidd quando lo mettono in una bara per essere bruciato in una replica di cremazione, ma Tree interrompe il processo quando scopre che i diamanti nel corpo di Franks erano falsi piantati da Bond e dalla CIA.
Bond dice a Leiter di spedirgli i veri diamanti. Bond va poi alla Whyte House, un casinò-hotel di proprietà del miliardario solitario Willard Whyte, dove Tree lavora come cabarettista. Bond scopre lì che Tree è stato ucciso da Wint e Kidd, che non sapevano che i diamanti erano falsi.
Al tavolo dei dadi Bond incontra l'opportunista e procace Plenty O'Toole ("Petty" nella versione italiana) e dopo aver giocato d'azzardo, la porta nella sua stanza. I membri della gang tendono loro un'imboscata, gettando O'Toole fuori dalla finestra facendola atterrare in una piscina. Bond trascorre il resto della notte con Tiffany Case, ordinandole di recuperare i veri diamanti al casinò Circus Circus.
Tiffany rinnega il suo accordo per incontrare Bond e invece fugge, passando i diamanti al prossimo contrabbandiere. Tuttavia, vedendo che O'Toole è stata uccisa dopo essere stata scambiata per lei, Tiffany cambia idea. Porta Bond all'aeroporto, dove i diamanti vengono consegnati al Professor Metz, uno specialista in rifrazione laser, che viene seguito in una struttura remota. Bond entra nella destinazione apparente dei diamanti; un laboratorio di ricerca di proprietà di Whyte, dove Metz sta costruendo un satellite. Quando la copertura di Bond viene scoperta, scappa rubando un rover lunare e si riunisce con Tiffany. Quella notte, eludono gli agenti di polizia che erano stati inviati a cercare Bond per il trambusto causato al laboratorio.
Bond scala le pareti fino all'ultimo piano della Whyte House per affrontare Whyte. Viene invece accolto da Blofeld che è vivo insieme al suo sosia, che usa un dispositivo elettronico per parlare come Whyte. Bond uccide uno dei Blofeld, che si rivela essere un altro simile. Viene quindi reso incosciente dal gas, raccolto da Wint e Kidd, e portato all'area metropolitana di Las Vegas, dove viene scaricato in un gasdotto e lasciato a morire.
Bond fugge, poi telefona a Blofeld, usando un dispositivo elettronico simile per fingere di essere l'assistente di Whyte, Saxby. Scopre la posizione di Whyte e lo salva dopo aver combattuto le sue guardie del corpo, Bambi e Tamburino. Poco dopo, Saxby tenta di assassinare Whyte, ma viene ucciso. Nel frattempo, Blofeld rapisce Case. Con l'aiuto di Whyte, Bond fa irruzione nel laboratorio e scopre il complotto di Blofeld per creare un satellite laser utilizzando i diamanti, che ormai è già stato mandato in orbita. Con il satellite Blofeld distrugge armi nucleari in Cina, Unione Sovietica e Stati Uniti, quindi propone un'asta internazionale per la supremazia nucleare globale.
Whyte identifica una piattaforma petrolifera al largo della costa della Bassa California come probabile base operativa di Blofeld. Dopo che il tentativo di Bond di cambiare la cassetta contenente i codici di controllo satellitare fallisce a causa di un errore di Tiffany, Whyte, Leiter e la CIA lanciano un attacco in elicottero alla piattaforma petrolifera. Blofeld tenta di scappare in un mini sottomarino, ma Bond prende il controllo della gru di lancio del sottomarino e fa schiantare il sottomarino nella sala di controllo, causando la distruzione sia del controllo satellitare che della base e presumibilmente uccidendo Blofeld. Bond e Tiffany si dirigono quindi in Gran Bretagna su una nave da crociera, dove Wint e Kidd si fingono camerieri del servizio in camera ma vengono facilmente smascherati dall'agente, che riuscirà ad eliminarli. Tiffany nel finale chiederà a Bond come far ritornare sulla Terra il ricco carico di diamanti.

## Produzione
I produttori avevano originariamente pensato che Una cascata di diamanti riprendesse gli aspetti di successo commerciale di Agente 007 - Missione Goldfinger, inclusa l'assunzione del suo regista, Guy Hamilton. Peter R. Hunt, che aveva diretto Agente 007 - Al servizio segreto di Sua Maestà e lavorato in tutti i precedenti film di Bond come montatore, venne convocato prima di Hamilton, ma a causa del suo coinvolgimento in un altro progetto avrebbe potuto dirigere il film solo se la data di produzione fosse stata posticipata, cosa che i produttori rifiutarono.
L'auto che Bond guida a Las Vegas è una Ford Mustang Mach 1 del 1971, mentre il casino "The Whyte House" è in realtà l'originario Hilton Las Vegas con l'aggiunta di una torre inesistente per renderlo ancora più alto nelle inquadrature del film. Nel viaggio da Londra verso i Paesi Bassi Bond guida invece una Triumph Stag.

### Cast
Del cast del film fa parte l'attore Bruce Cabot, protagonista del primo King Kong degli anni trenta, qui alla sua ultima apparizione prima della morte avvenuta nel 1972.

## Colonna sonora
Il motivo conduttore del film, Diamonds Are Forever, musica di John Barry e parole di Don Black, è cantata da Shirley Bassey; nell'edizione italiana della pellicola, nei titoli di coda la stessa Bassey ne interpreta una versione in lingua italiana, su testo di Gianni Boncompagni, intitolata Vivo di diamanti.